# Rødtvet Station
Rødtvet Station (Rødtvet stasjon) er en metrostation på Grorudbanen på T-banen i Oslo. Stationen ligger i bydelen Grorud mellem Veitvet og Kalbakken Stationer på en ca. 5 km lang del af banen mellem Økern og Kalbakken, hvor den går over jorden.
Stationen ligger i den sydvestlige del af kvarteret Rødtvet på den nordlige side af Riksvei 4, Trondheimsveien. En gangtunnel under Trondheimsveien forbinder stationen med Kalbakken og Bredvet, hvorfra mange indbyggere benytter stationen på grund af beliggenheden. Derudover ligger Bredvet fengsel på den sydlige side af Trondheimsveien, mens Rødtvet skole ligger indenfor gåafstand mod nord.